# یاکوب مکل
یاکوب مکل (انگلیسی: Jakob Meckel; ۲۸ مارس ۱۸۴۲ – ۵ ژوئیهٔ ۱۹۰۵) فرد نظامی اهل آلمان بود.
وی همچنین برندهٔ جوایزی همچون صلیب آهنین شده‌است.